# Ієкавиця

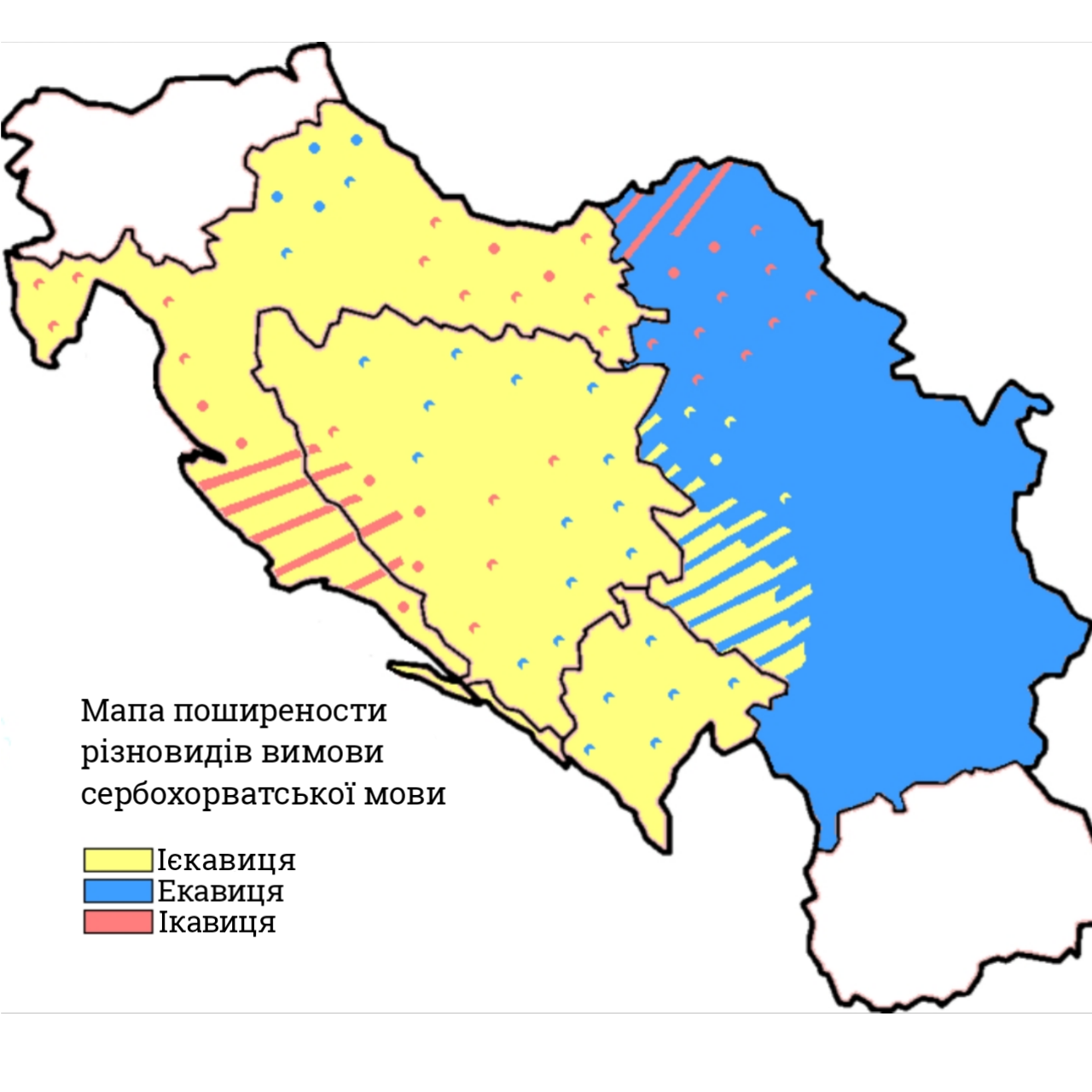
Карта сербохорватських діалетів. Територію поширення ієкавиці позначено жовтим.

Іє́кавиця, або іє́кавська вимова (хорв. ijekavski govor; серб. ијекавски / јекавски изговор, ијекавица, ијекавштина; ijekavski / jekavski izgovor, ijekavica, ijekavština) — один із двох стандартних типів вимови сербохорватської мови. Притаманний хорватській, боснійській та чорногорській мовній нормі, в сербській присутній нарівні з екавським. Визначальною рисою є вимова ije на місці праслов'янського *ě. Крім екавиці та ієкавиці є ще ікавиця, що вважається діалектною.

## Приклад
| Українська                | Екавиця  | Ієкавиця | Ікавиця  |
| ------------------------- | -------- | -------- | -------- |
| вітер                     | vetar    | vjetar   | vitar    |
| молоко                    | mleko    | mlijeko  | mliko    |
| хотіти                    | hteti    | htjeti   | htiti    |
| стріла                    | strela   | strijela | strila   |
| Але:                      |          |          |          |
| стрілка (невелика стріла) | strelica | strelica | strilica |